# Gazojak
Gazojak – miasto w północno-wschodnim Turkmenistanie, w wilajecie lebapskim, w etrapie Darganata. W 2022 roku liczyło ok. 21 tys. mieszkańców.